# Toty Rodríguez
María Rosa „Toty“ Rodríguez Váscones (* 7. November 1942 in Guayaquil) ist eine französisch-ecuadorianische Schauspielerin und Sängerin.

## Biografie
Maria Rosa Rodriguez begann 1962 ihre Karriere als Schauspielerin in Frankreich und Italien.
Ihre erste Rolle spielte sie in dem Film mit Louis de Funès Quietsch… quietsch… wer bohrt denn da nach Öl? Weitere Rollen spielte sie in Les Gorilles, Scharfe Kurven für Madame und Les Chevaliers du ciel.
In den frühen 1970er Jahren zog sie nach Italien, wo sie die Hauptrolle in dem Film Giallo Il Coltello di Ghiaccio spielte. Ihr letzter bekannter Film war 1972 die spanische Horrorproduktion Blutburg (La novia ensangrentada). Danach kehrte sie nach Ecuador zurück, wo sie bis heute unter dem Namen Toty Rodriguez als Bühnenschauspielerin auftritt. Im Oktober 2012 nahm sie als Ehrengast an der zweiten Woche des ecuadorianischen Kinos in Paris teil.

## Filmografie
- 1962: Virgine
- 1963: Le bon roi Dagobert
- 1963: Quietsch… quietsch… wer bohrt denn da nach Öl? (Pouic-Pouic)
- 1964: Jungfrau reich garniert (Aimez-vous les femmes?)
- 1964: Angst in der Stadt (La grande frousse)
- 1965: Les Enquiquineurs
- 1965: Und die Wälder werden schweigen (Le Chant du monde)
- 1965: Mädchen die sich Verkaufen (L'amour à la chaîne)
- 1965: Geheimauftrag CIA – Istanbul 777 (Coplan FX 18 casse tout)
- 1966: Scharfe Kurven für Madame (Le grand restaurant)
- 1967: Ne jouez pas avec les Martiens
- 1967: Haie bitten zu Tisch (Estouffade à la Caraïbe)
- 1967–1969: Les Chevaliers du ciel
- 1972: La novia ensangrentada
- 1972: Il coltello di ghiaccio
- 1989: Die Besteigung des Chimborazo
- 2002: Un Titan En El Ring
- 2016: My aunt Toty
- 2017: Sólo es una más